# 札幌現代音楽展
札幌現代音楽展（さっぽろげんだいおんがくてん）は、1982年から2005年にかけて、作曲家の木村雅信が結成・主宰していた現代音楽作曲家のグループで、同名による作品展が年に1、2回ずつ開催されていた。歴代の同人作曲家に座光寺公明、保木誠、泉史夫、蛯子元、小林隆一、出路茂子、吉田均、兵井秀和、小森俊明らが、また、招待作曲家には小櫻秀爾、近藤浩平、小森俊明らが名を連ねている。2004年以降は札幌現代音楽展SGOとも呼ばれていた。